# Khan Abdul Ghaffar Khan
Khan Abdul Ghaffar Khan (Pashto/Urdu: خان عبد الغفار خان) (født ca. 1890 i Hashtnagar, Utmanzai, Peshawar, Nordvestlige grænseprovins, Britisk Indien, – død 20. januar 1988 i Peshawar, Pakistan) var en pashtunsk politiker og spirituel leder kendt for hans ikke-voldlige mod britisk i Indien. Khan var en livslang pacifist, inderligt troende muslim og allieret med Mahatma Gandhi. Han var også kendt som Badshah Khan (også Bacha Khan): pashto/urdu: "Høvdingenes konge".